# ديفيد هاريس (كاتب)
ديفيد هاريس (بالإنجليزية: David Harris)‏ هو ناشط سلام وصحفي وكاتب أمريكي، ولد في 1946 في فريسنو في الولايات المتحدة.

## وصلات خارجية
- ديفيد هاريس على موقع IMDb (الإنجليزية)
- ديفيد هاريس على موقع الموسوعة البريطانية (الإنجليزية)
- ديفيد هاريس على موقع قاعدة بيانات الفيلم (الإنجليزية)